# Hattinger Straße

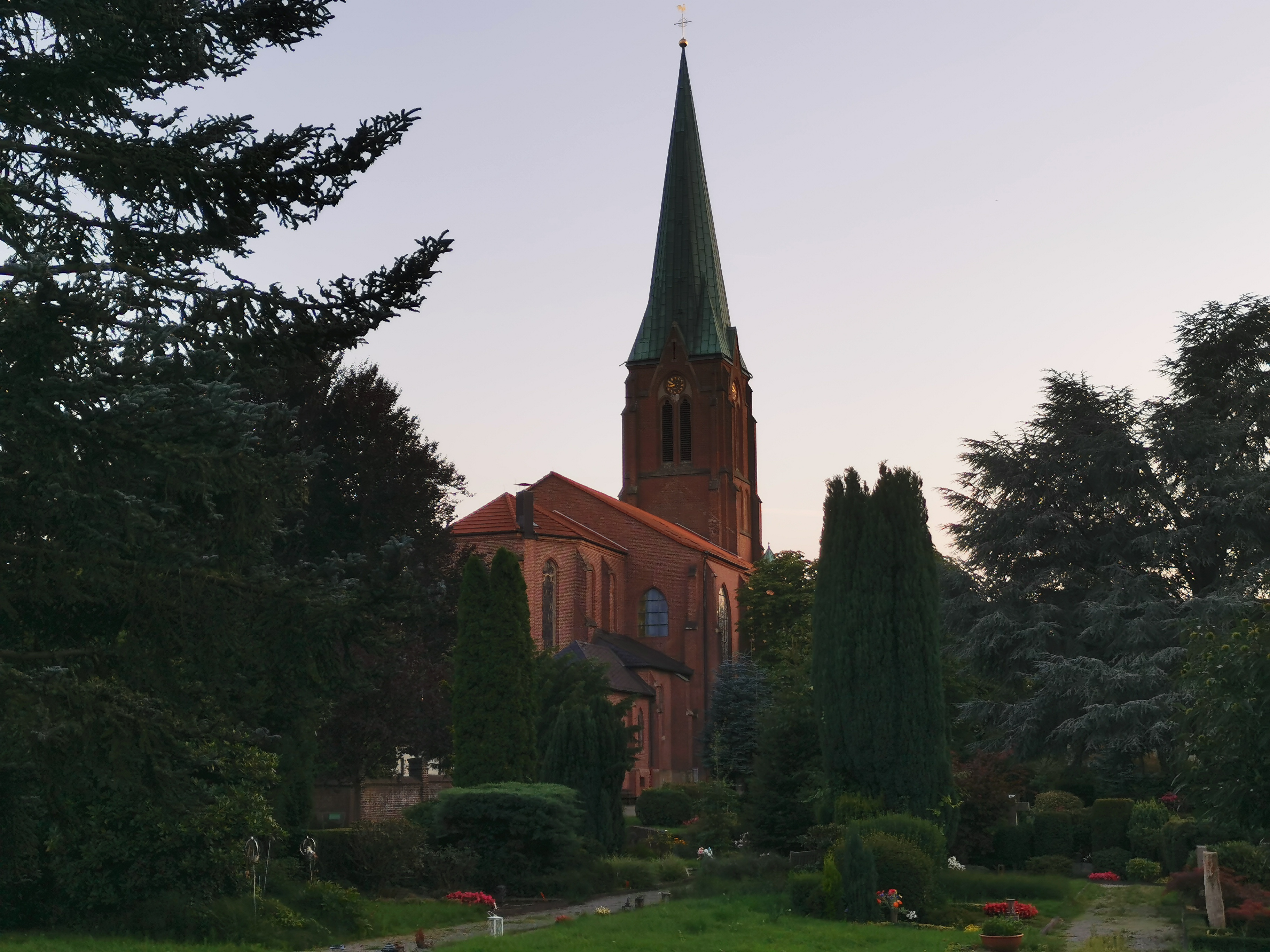
Franziskus-Kirche

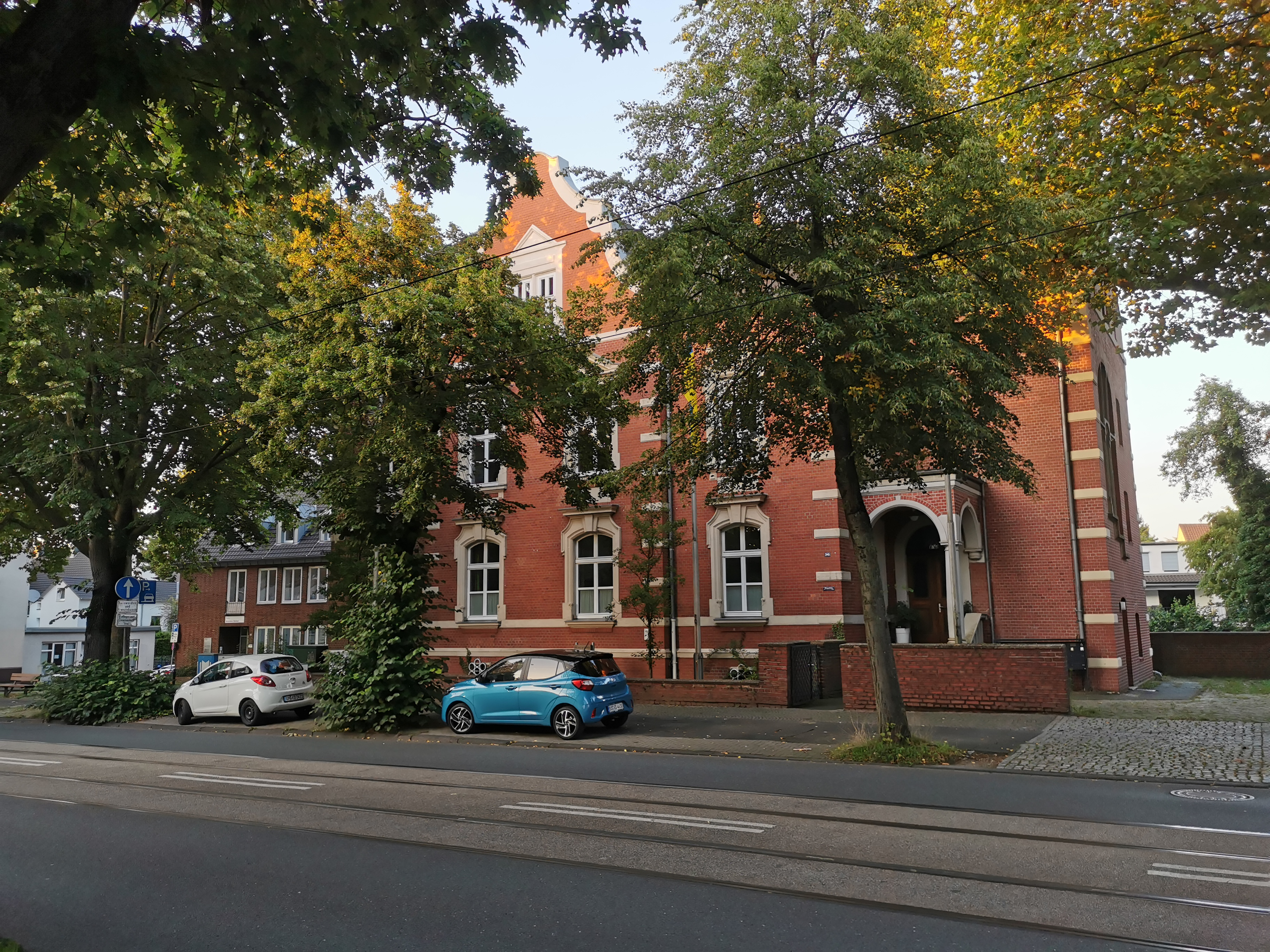
Amtshaus Weitmar, eingeweiht 1899

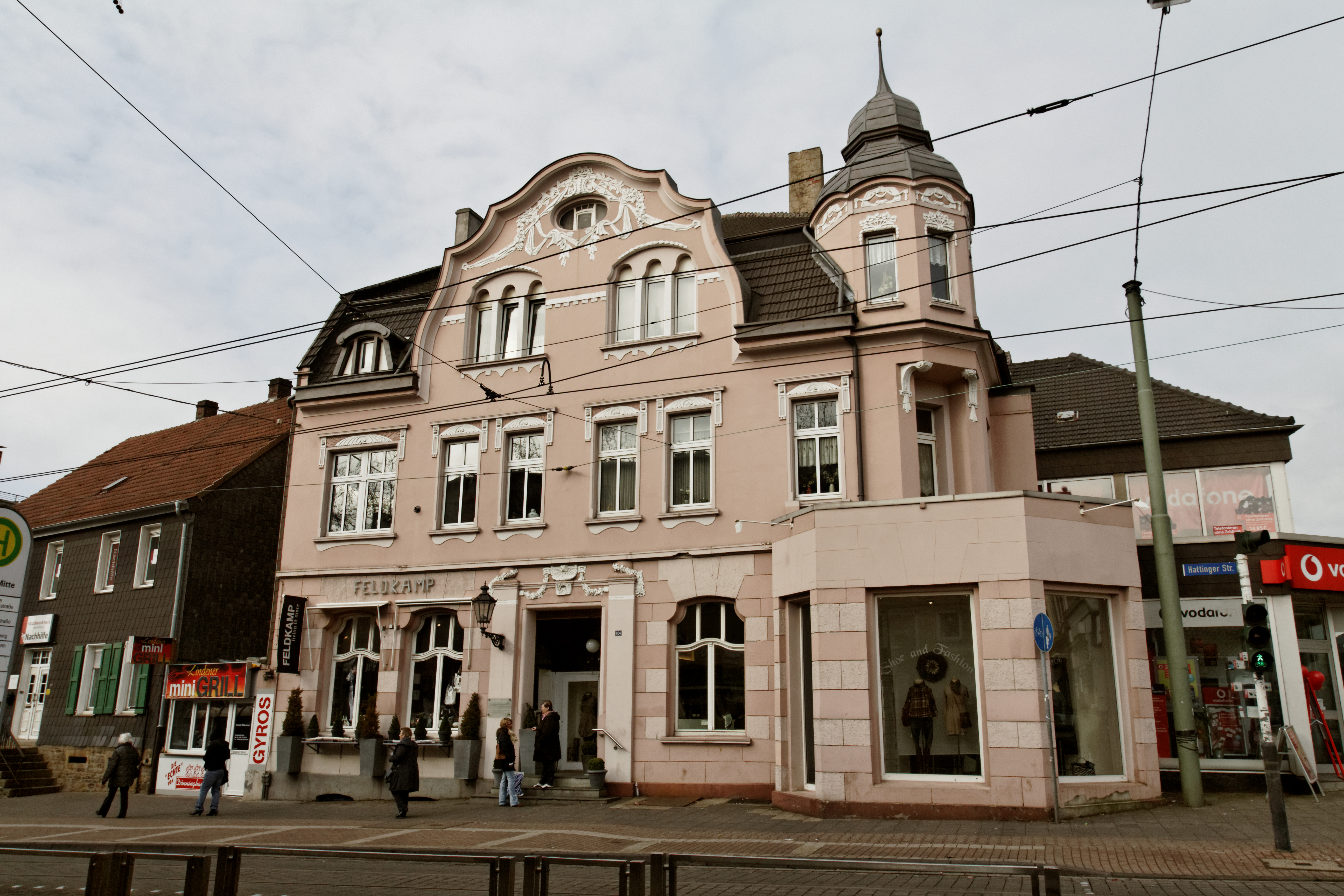
Hattinger Str. 824, Jugendstil, errichtet 1907

Die Hattinger Straße ist eine der großen Straßen in Bochum. Die Straße führt über Ehrenfeld, Weitmar, Linden bis zur Stadtgrenze von Hattingen und ist mit einer Länge von 8473 Metern die zweitlängste Straße der Stadt.

## Bedeutung
Historisch ist die Straße ein Teil des Hilinciwegs von Köln nach Münster. In einem Bereich ist sie nunmehr Teilstück der 1934 eingeführten Reichs- bzw. Bundesstraße 51 von Stuhr bei Bremen nach Saargemünd. In Linden hieß die Hattinger Straße bis 1929 noch Königsstraße. Bei der Eingemeindung wurde sie umbenannt. 
Auf ihr verlaufen die Straßenbahnlinien 308 und 318 der Bogestra, teilweise unterirdisch. Am 22. Juni 1898 wurde die Linie vom Bergisch-Märkischen Bahnhof bis Weitmar eröffnet. Am 21. August 1901 wurde die Linie von Weitmar nach Dahlhausen eröffnet, am 1. Oktober 1902 von Linden nach Hattingen. Zu diesem Zeitpunkt zählten die Gemeinde Weitmar noch zum Kreis Bochum, Linden und Dahlhausen noch zum Kreis Hattingen. Der unterirdische Teil ab der Haltestelle Bergmannsheil Richtung Innenstadt wurde am 26. Mai 1979 eröffnet.

## Verlauf
Die Straße beginnt an der neo-romanischen Meinolphus-Kirche an der Kreuzung von Königsallee, Victoriastraße und Oskar-Hoffmann-Straße. An dieser Kreuzung befindet sich auch das Schauspielhaus. Sie führt am Bergmannsheil vorbei. Sie passiert das Wiesental mit dem Marbach.
In Bärendorf wird sie von einem Straßentunnel des Oviedorings unterquert. In Weitmar-Mitte führt sie an der Franziskus-Kirche und am Amtshaus Weitmar aus dem Jahre 1899 und am Schlosspark von Haus Weitmar vorbei, wo sie von der Trasse der Hasenwinkler Kohlenwegs unterquert wird. Den etwa höchsten Punkt markiert der 1903 in Betrieb genommene Weitmarer Wasserturm. Kurz nachdem sie das Weitmarer Holz passiert hat, überquert sie die Kreuzung der Wuppertaler Straße bzw. Munscheider Damm. In Linden führt sie an der Christuskirche, der Liebfrauenkirche und dem (ehemaligen) Lindener Marktplatz mit dem Tiefbunker vorbei.
Die Straße endet an der Stadtgrenze zu Hattingen im Bereich des Gewerbegebiets Nordpol, wo der Hattinger Stadtteil Winz-Baak beginnt. Als Bochumer Straße führt sie über die Hattinger Ruhrbrücke nach Hattingen weiter.